# Laura Casanovas Borrell
Laura Casanovas Borrell   (la Seu d'Urgell, 30 de desembre de 1973) és una escriptora i filòloga catalana. Llicenciada en filologia catalana per la Universitat de Barcelona, ha treballat de lexicògrafa a l'Institut d'Estudis Catalans, de professora d'idiomes, de traductora, de lectora editorial i d'assessora lingüística als Centres d'autoaprenentatge de català a Andorra. L'any 2015 amb l'obra Un estiu a la fi del món va ser guanyadora del 46è Premi Ciutat d'Olot de Novel·la Juvenil, L'any 2014 va guanyar el Premi Pirineu de Narració Literària amb l'obra Els secrets dels miralls. i el 2023 el Premi Carlemany per al foment de la lectura amb la novel·la Les estrelles de Lilith.

## Obres
- Un estiu a la fi del món. Llibres del Segle, 2016[6] (ISBN 978-84-89885-89-9)
- Els secrets dels miralls. Premi Pirineu 2014, Edicions Salòria, 2014[7](ISBN 978-84-942504-8-4)
- L'honesta mentida (Donant veu a Laura Larson)